# Superfranquíciame
Superfranquíciame, llamado Super Franchise Me en su versión original, es un episodio perteneciente a la vigesimosexta temporada de la serie animada Los Simpson, emitido originalmente el 12 de octubre de 2014 en EE. UU. El episodio fue escrito por Jeff Westbrook y dirigido por Chuck Sheetz. Este episodio fue dedicado a la memoria de Jan Hooks.

## Sinopsis
Ned Flanders y sus hijos están tratando de reducir el uso de electricidad en la casa, pero descubren que Homer es el que usa la electricidad para alimentar una noria y un congelador lleno de carne. Cuando Ned Flanders le quita el congelador (ya que Homer se lo había pedido «prestado» a él), Marge utiliza la carne para hacer sándwiches, que se convierten en populares en la Escuela Primaria de Springfield cuando Bart y Lisa empiezan a llevarlos como un aperitivo.
Trudy Zangler, de Mother Hubbard's Sandwich Cupboard, recomienda a Marge abrir una franquicia con la empresa. Inicialmente, a causa de su lucha personal es incompetente, pero empieza a obtener beneficios cuando la familia se hace cargo. Sin embargo, las empresas recurren a la mala fase cuando otro comedor con la misma franquicia se abre a través del camino, operado por Cletus y su familia. Marge se deprime y se va a la taberna de Moe, que le habla de una estafa al salir de su contrato con la franquicia. Homer entra en el restaurante cubierto y es atacado en la ingle por Bart, y Homer luego procesa la empresa en lugar de la franquicia, debido a las condiciones del contrato.
El episodio termina con una escena que muestra a un Homer cavernícola haciendo la primera carne de sándwich entre dos ardillas, pero luego se pasea hasta la muerte en un pozo de brea. En el presente, Homer admira el sándwich fosilizado.

## Referencias culturales

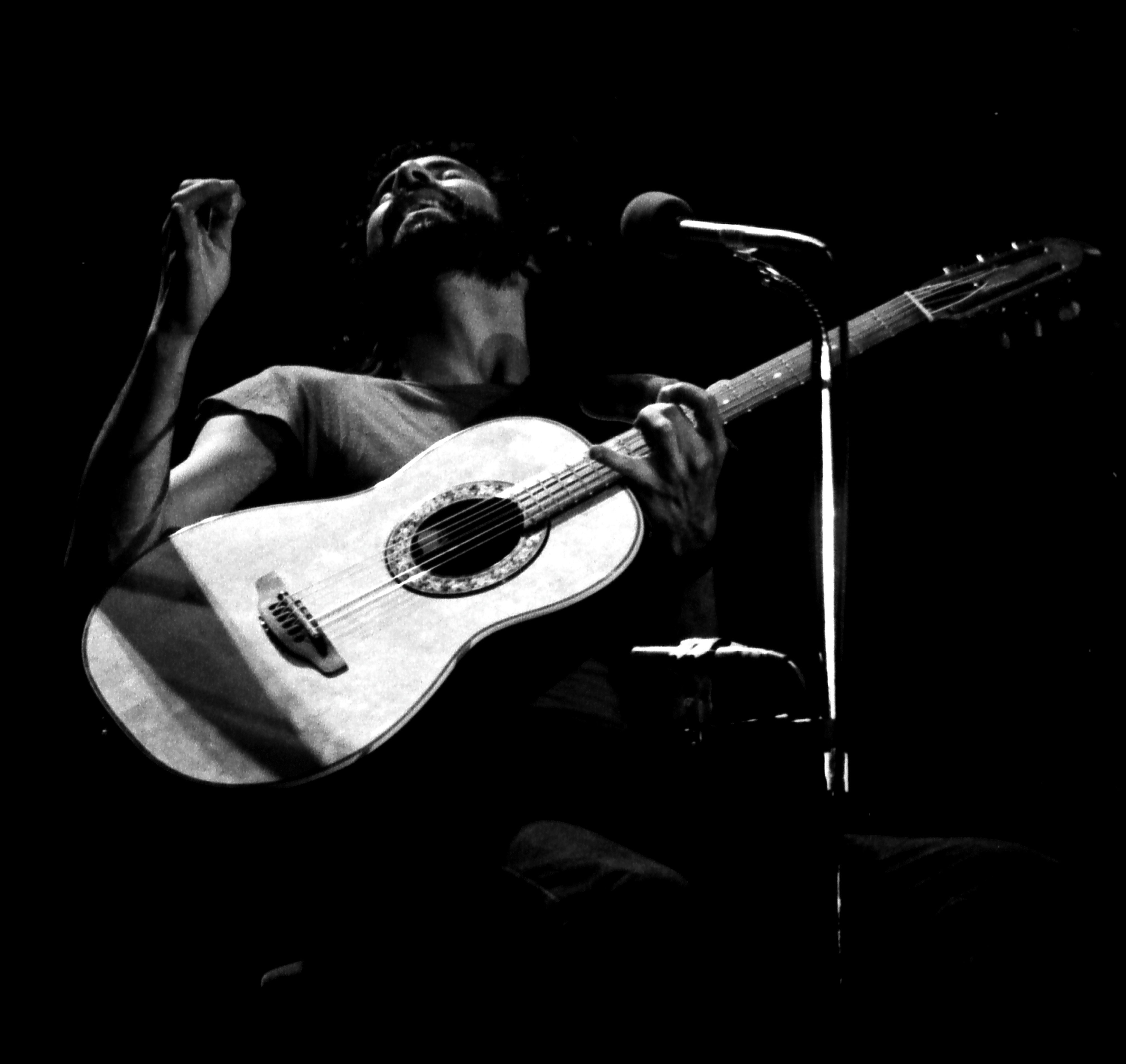
El gag sofá del episodio parodia la portada del álbum Tea for the Tillerman del cantante Cat Stevens.